# 826 Henrika
Henrika (asteróide 826) é um asteróide da cintura principal com um diâmetro de 19,28 quilómetros, a 2,1633561 UA. Possui uma excentricidade de 0,2026813 e um período orbital de 1 632,46 dias (4,47 anos).
Henrika tem uma velocidade orbital média de 18,08192745 km/s e uma inclinação de 7,11249º.
Esse asteróide foi descoberto em 28 de Abril de 1916 por Max Wolf.